# Прудище (Тверская область)
Пруди́ще — деревня в Калининском районе Тверской области. Относится к Никулинскому сельскому поселению.
Расположена к западу от Твери, на правом берегу Волги (19 км вверх по Волге от центра города).
От посёлка Мигалово (9 км) через Рябеево, Красново и Мотавино в деревню ведёт асфальтированная дорога.
К югу от деревни (примерно в 5 км) — территория полигона, известного под названием Путиловские лагеря. Используется военными и сотрудниками МВД для проведения учебных мероприятий. Территория полигона ранее (до 2011 года) активно использовалась для утилизации боеприпасов методом подрыва. После принятия решения об утилизации боеприпасов методом выжигания тротила взрывов больше нет.
Деревня Прудище в последние годы застраивается современными домами и коттеджами, рядом с деревней располагается садовое товарищество «Большие Прудищи» и коттеджный посёлок «Прудище».
Население по переписи 2002 — 24 человека, 11 мужчин, 13 женщин. В 1997 году — 14 хозяйств, 26 жителей.